# Copa de la UEFA 1990-1991
La Copa de la UEFA 1990–91 fou guanyada per l'Inter de Milà, que va derrotar l'AS Roma en la final a doble partit per un resultat global de 2-1. Aquest torneig significà el retorn dels clubs anglesos després de cinc anys de prohibició pel desastre de Heysel de la Copa d'Europa de futbol 1984-1985.

## Primera ronda
| Equip 1                    | Global | Equip 2                   | Anada | Tornada |
| -------------------------- | ------ | ------------------------- | ----- | ------- |
| 1. FC Magdeburg            | 1-0    | RoPS                      | 0-0   | 1-0     |
| AS Roma                    | 2-0    | SL Benfica                | 1-0   | 1-0     |
| Aston Villa FC             | 5-2    | FC Baník Ostrava          | 3-1   | 2-1     |
| Atalanta B.C.              | (c)1-1 | Dinamo de Zagreb          | 0-0   | 1-1     |
| Bayer Leverkusen           | 2-1    | FC Twente                 | 1-0   | 1-1(pr) |
| Borussia Dortmund          | 4-0    | Chemnitzer FC             | 2-0   | 2-0     |
| Brøndby IF                 | 6-4    | Eintracht Frankfurt       | 5-0   | 1-4     |
| Derry City FC              | 0-1    | Vitesse Arnhem            | 0-1   | 0-0     |
| FC Avenir Beggen           | 2-6    | FK Inter Bratislava       | 2-1   | 0-5     |
| FC Chornomorets Odessa     | 4-3    | Rosenborg B.K.            | 3-1   | 1-2     |
| FC Dniprò Dnipropetrovsk   | 2-4    | Heart of Midlothian FC    | 1-1   | 1-3     |
| FC Torpedo Moscou          | 5-2    | GAIS                      | 4-1   | 1-1     |
| FCU Politehnica Timişoara  | 2-1    | Atlètic de Madrid         | 2-0   | 0-1     |
| Fenerbahçe SK              | 6-2    | Vitória SC                | 3-0   | 3-2     |
| FH                         | 3-5    | Dundee United FC          | 1-3   | 2-2     |
| GKS Katowice               | 4-0    | Turun Palloseura          | 3-0   | 1-0     |
| Glenavon FC                | 0-2    | FC Girondins de Bordeaux  | 0-0   | 0-2     |
| Hibernians FC              | 0-5    | FK Partizan               | 0-3   | 0-2     |
| IFK Norrköping             | 1-3    | 1. FC Köln                | 0-0   | 1-3     |
| Iraklis                    | 0-2    | València CF               | 0-0   | 0-2(pr) |
| KF Partizani               | 0-2    | FC Universitatea Craiova  | 0-1   | 0-1     |
| Lausanne Sports            | 3-3(c) | Reial Societat            | 3-2   | 0-1     |
| MTK Hungária FC            | 2-3    | FC Lucerne                | 1-1   | 1-2     |
| PFC Slavia Sofia           | 4-5    | AC Omonia                 | 2-1   | 2-4(pr) |
| R. Antwerp FC              | 1-3    | Ferencvárosi Torna Club   | 0-0   | 1-3(pr) |
| RSC Anderlecht             | 4-0    | Petrolul Ploieşti         | 2-0   | 2-0     |
| Roda JC                    | 2-6    | AS Monaco FC              | 1-3   | 1-3     |
| Sevilla FC                 | (p)0-0 | PAOK FC                   | 0-0   | 0-0     |
| SK Rapid Wien              | 3-4    | Internazionale Milano FC  | 2-1   | 1-3(pr) |
| Sporting Clube de Portugal | 3-2    | Y.R. K.V. Mechelen        | 1-0   | 2-2     |
| Vejle Boldklub             | 0-4    | VfB Admira Wacker Mödling | 0-1   | 0-3     |
| Zagłębie Lubin             | 0-2    | Bologna FC 1909           | 0-1   | 0-1     |

## Segona ronda
| Equip 1                    | Global | Equip 2                   | Anada | Tornada |
| -------------------------- | ------ | ------------------------- | ----- | ------- |
| 1. FC Koln                 | 2-1    | FK Inter Bratislava       | 0-1   | 2-0     |
| 1. FC Magdeburg            | 0-2    | FC Girondins de Bordeaux  | 0-1   | 0-1     |
| AC Omonia                  | 1-4    | RSC Anderlecht            | 1-1   | 0-3     |
| Aston Villa FC             | 2-3    | Internazionale Milano FC  | 2-0   | 0-3     |
| Brøndby IF                 | 4-0    | Ferencvárosi Torna Club   | 3-0   | 1-0     |
| FC Chornomorets Odessa     | 0-1    | AS Monaco FC              | 0-0   | 0-1     |
| FC Lucerne                 | 1-2    | VfB Admira Wacker Mödling | 0-1   | 1-1     |
| FC Torpedo Moscou          | 4-3    | Sevilla FC                | 3-1   | 1-2     |
| FC Universitatea Craiova   | 0-4    | Borussia Dortmund         | 0-3   | 0-1     |
| Fenerbahçe SK              | 1-5    | Atalanta B.C.             | 0-1   | 1-4     |
| GKS Katowice               | 1-6    | Bayer Leverkusen          | 1-2   | 0-4     |
| Heart of Midlothian FC     | 3-4    | Bologna FC 1909           | 3-1   | 0-3     |
| Reial Societat             | 1-1(p) | FK Partizan               | 1-0   | 0-1     |
| Sporting Clube de Portugal | 7-2    | FCU Politehnica Timişoara | 7-0   | 0-2     |
| València CF                | 2-3    | AS Roma                   | 1-1   | 1-2     |
| Vitesse Arnhem             | 5-0    | Dundee United FC          | 1-0   | 4-0     |

## Tercera ronda
| Equip 1                   | Global | Equip 2                    | Anada | Tornada |
| ------------------------- | ------ | -------------------------- | ----- | ------- |
| 1. FC Köln                | 1-2    | Atalanta B.C.              | 1-1   | 0-1     |
| AS Roma                   | 7-0    | FC Girondins de Bordeaux   | 5-0   | 2-0     |
| Brøndby IF                | 3-0    | Bayer Leverkusen           | 3-0   | 0-0     |
| FC Torpedo Moscou         | 4-2    | AS Monaco FC               | 2-1   | 2-1     |
| Internazionale Milano FC  | 4-1    | FK Partizan                | 3-0   | 1-1     |
| RSC Anderlecht            | (c)2-2 | Borussia Dortmund          | 1-0   | 1-2     |
| VfB Admira Wacker Mödling | 3-3(p) | Bologna FC 1909            | 3-0   | 0-3     |
| Vitesse Arnhem            | 1-4    | Sporting Clube de Portugal | 0-2   | 1-2     |

## Quarts de final
| Equip 1         | Global | Equip 2                    | Anada | Tornada |
| --------------- | ------ | -------------------------- | ----- | ------- |
| AS Roma         | 6-2    | RSC Anderlecht             | 3-0   | 3-2     |
| Atalanta B.C.   | 0-2    | Internazionale Milano FC   | 0-0   | 0-2     |
| Bologna FC 1909 | 1-3    | Sporting Clube de Portugal | 1-1   | 0-2     |
| Brøndby IF      | (p)1-1 | FC Torpedo Moscou          | 1-0   | 0-1     |

## Semifinals
| Equip 1                    | Global | Equip 2                  | Anada | Tornada |
| -------------------------- | ------ | ------------------------ | ----- | ------- |
| Brøndby IF                 | 1-2    | AS Roma                  | 0-0   | 1-2     |
| Sporting Clube de Portugal | 0-2    | Internazionale Milano FC | 0-0   | 0-2     |

## Final
| Equip 1                  | Global | Equip 2 | Anada | Tornada |
| ------------------------ | ------ | ------- | ----- | ------- |
| Internazionale Milano FC | 2-1    | AS Roma | 2-0   | 0-1     |

| Campió de la Copa de la UEFA 1990-91  |
| ------------------------------------- |
| Internazionale Milano FC Primer títol |